# Phaeochroops angulatus
Phaeochroops angulatus är en skalbaggsart som beskrevs av Eugène Benderitter 1923. 
Phaeochroops angulatus ingår i släktet Phaeochroops och familjen Hybosoridae. Inga underarter finns listade i Catalogue of Life.